# Polybuten
Polybuten, auch Polybutylen genannt (Kurzzeichen PB), ist ein thermoplastisches Polyolefin. Im Gegensatz zum verzweigt aufgebauten Polyisobutylen sind die Monomere beim PB linear und weitgehend isotaktisch angeordnet, wobei insgesamt hohe Molmassen von 700.000 bis 3.000.000 g/mol erreicht werden.

## Synthese und Verarbeitung
Die Polymerisation von PB erfolgt mit Hilfe von spezifischen Ziegler-Natta-Katalysatoren. Beim Abkühlen kristallisiert das Polymer etwa zur Hälfte tetragonal, wodurch sich ein weiches und gummiartiges Material ergibt. Die Dichte liegt dann bei etwa 890 kg·m−3. Unter Druck oder bei weiterer Abkühlung kommt es zu einer Nachschrumpfung, da sich die tetragonale in eine hexagonale Phase umwandelt. Dabei nehmen Dichte (auf ca. 950 kg·m−3), Festigkeit und Härte zu.
Polybuten kann mittels Spritzgießen oder Extrusion bei Temperaturen über 190 °C thermoplastisch verarbeitet werden. Zur Gewährleistung einer schnellen Entformung liegen beim Spritzgießen die Werkzeugtemperaturen nur bei etwa 40 bis 80 °C.

## Eigenschaften
Bezüglich der mechanischen Eigenschaften liegt PB in etwa zwischen PE und PP. Aufgrund seiner hohen molaren Masse ist es gut temperaturbeständig, was sich beispielsweise in seiner hohen Zeitstandfestigkeit (bzw. geringen Kriechneigung) zeigt. Ebenso weist PB eine gute chemische Beständigkeit gegen viele Lösungsmittel, Öle, Fette, Säuren, Laugen, Heißwasser, Alkohole und Ketone auf. Darüber hinaus ist es im Kontakt mit Lebensmitteln unbedenklich. Im Vergleich zu einigen technischen Kunststoffen ist es weniger gut beständig gegen aromatische und chlorierte Kohlenwasserstoffe sowie oxidierende Säuren.
Wie alle Polyolefine ist auch PB gut brennbar und ohne zusätzliche Stabilisierung nicht witterungsbeständig.

## Anwendungen
Typische Anwendungsfelder für PB sind Rohrleitungen und zusammen mit PE und PP Folien für Lebensmittelverpackungen. Weiterhin ist PB eine Komponente in vielen Schmelzklebstoffen oder wird in Blends anderen Polyolefinen als Verarbeitungshilfsmittel zugemischt.